# Liste de points extrêmes du Chili
Voici une liste de points extrêmes du Chili.
| \| région de Tarapacá cap Froward péninsule Tres Montes région de Magallanes et de l'Antarctique chilien Ojos del Salado \| Localisation de points extrêmes du Chili |
| région de Tarapacá cap Froward péninsule Tres Montes région de Magallanes et de l'Antarctique chilien Ojos del Salado                                                |

## Latitude et longitude

### Continent
- Nord : région de Tarapacá (17° 19′ S, 69° 18′ O)
- Sud : cap Froward, péninsule de Brunswick, région de Magallanes et de l'Antarctique chilien (53° 56′ S, 71° 20′ O)
- Ouest : péninsule Tres Montes, région Aisén del General Carlos Ibáñez del Campo (46° 48′ S, 75° 44′ O)
- Est : région de Magallanes et de l'Antarctique chilien (52° 20′ S, 68° 25′ O)

### Intégralité du territoire
- Nord : région de Tarapacá (17° 19′ S, 69° 18′ O)
- Sud : îles Diego Ramirez, région de Magallanes et de l'Antarctique chilien (56° 32′ S, 68° 43′ O)
- Ouest : île de Pâques, région de Valparaíso (27° 11′ S, 109° 26′ O)
- Est : Isla Nueva, région de Magallanes et de l'Antarctique chilien (55° 12′ S, 66° 25′ O)

## Altitude
- Maximale : Ojos del Salado, région d'Antofagasta 6 880 m
- Minimale : océan Pacifique, 0 m